# 75562 Wilkening
75562 Wilkening este un asteroid din centura principală de asteroizi.

## Descriere
75562 Wilkening este un asteroid din centura principală de asteroizi. A fost descoperit pe 31 decembrie 1999 în cadrul proiectului CSS. Asteroidul prezintă o orbită caracterizată de o semiaxă mare de 2,55 ua, o excentricitate de 0,11 și o înclinație de 11,7° în raport cu ecliptica.